# 智能建筑
智能建筑（Intelligent Building），是指以建筑为平台，兼备建筑设备、办公自动化及通信网络系统，集结构、系统、服务、管理及它们之间的最优化组合，为人们提供一个安全、高效、舒适、便利的建筑环境。其主要构成包括楼宇管理自动化系统（Building Management Automation System）、通信自动化系统（Communication Automation System）和办公自动化系统（Office Automation System）...等。
世界首幢智能建筑是1984年在美国哈特福德市建成的City Place大厦。

## 評估指標
智慧建築評估指標依其性質可分為八項：:9
- 綜合佈線
- 資訊通信
- 系統整合
- 設施管理
- 安全防災
- 節能管理
- 健康舒適
- 智慧創新

## 智慧建築系統內包含項目
指藉由導入資通訊系統及設備之手法，使空間具備主動感知之智慧化功能，以達到安全健康、便利舒適、節能永續目的。以下為智慧建築系統內所包含整合子系統項目:
- 閉路電視系統
- 入侵偵測系統
- 緊急求救系統
- 可再生能源系統
- 數據採集與監控系統
- 空氣調節系統
- 智慧型電表紀錄系統
- 電子水量計紀錄系統
- 電力系統
- 給排水泵浦管路系統
- 小型氣象站系統
- 照明系統
- 室內空氣品質偵測系統
- 電梯系統
- 區域網路、網際網路通訊系統
- 火災警報器系統
- 門禁系統
- 人流監測系統
- 設施管理系統
- 停車場管理系統
- 緊急出口、緊急開關、緊急照明系統
- 自動窗簾系統

## 具有代表性的智能建筑
- 英国诺丁汉税务中心
- 德国法兰克福商业银行
- 美国匹兹堡CCI中心
- 台灣電力公司總管理處辦公大樓

## 智慧建築系統所用通訊協定
- BACnet：可透過全球認可國際性BTL（BACnet Testing Laboratories）認證，由該實驗室制定的Global Testing for the Global BAS Standard，取得設備通訊協定上開放性、功能性及安全性等認證等級。
- Modbus
- DHCP
- HTTP
- SNMP
- SNTP
- LonWorks
- 控制器區域網路（簡稱CAN或CANbus）
- EIB（已成為KNX協定的一部份）

## 外部連結
- 美國能源與環境設計領導認證LEED （页面存档备份，存于）
- 歐洲建築研究發展環境評估工具BREEAM （页面存档备份，存于）
- 國際健康建築研究所WELL （页面存档备份，存于）
- 亞太地區智慧綠建築聯盟APIGA （页面存档备份，存于）
- 台灣智慧建築協會TIBA （页面存档备份，存于）
- BACnet website（页面存档备份，存于）
- BACnet International（页面存档备份，存于）
- BACnet實驗室 （页面存档备份，存于）通過BACnet產品認證查詢

1. ↑  廖慧燕、陳伯勳 (编). . 中華民國內政部建築研究所. 2016年3月. ISBN 978-986-04-8054-2.